# 小精靈2
《小精靈2》（英語：Gremlins 2: The New Batch）是1990年上映的一部美國喜劇電影。這部電影是《小魔怪》的續集，本作仍由華納兄弟公司發行。監製依然是史提芬·史匹堡，導演同樣是喬·丹堤，編劇是Charles S. Haas，主演則包括Zach Galligan、菲比·凯茨、約翰·葛洛佛、Robert Prosky、Haviland Morris、Dick Miller、Jackie Joseph、Robert Picardo和克里斯多福·李。
續集上映相隔逾二十年後，華納兄弟公司有意再拍《小魔怪》系列，積極與史提芬·史匹堡的製作公司一同商談《小魔怪》的特許經營權，具體細節尚在籌備仍然未有定案，首兩集導演Joe Dante是否繼續執導第三集仍然是未知數。

## 外部連結
- 互联网电影数据库（IMDb）上《小精靈2》的资料（英文）
- 爛番茄上《小精靈2》的資料（英文）
- AllMovie上《小精靈2》的资料（英文）
- Movie stills （页面存档备份，存于）